# FA Cup 1909-1910
La FA Cup 1909-1910 è stata la trentanovesima edizione della competizione calcistica più antica del mondo. È stata vinta dal Newcastle United contro il Barnsley.

## Calendario
Il torneo principale, in cui entrano nella competizione i club del primo e secondo livello della piramide calcistica inglese, è preceduto da due turni preliminari e cinque turni di qualificazione.
In caso di pareggio dopo i novanta minuti, è prevista la ripetizione della gara, invertendo il campo. In caso di ulteriore pareggio si procede con altre ripetizioni, in campo neutro, fin quando una squadra non risulti vincitrice.
Le semifinali e la finale si disputano tutte in campo neutro.
| Fase                    | Turno                           | Data              |
| ----------------------- | ------------------------------- | ----------------- |
| Turni di qualificazione | Turno extra preliminare         | 11 settembre 1909 |
| Turni di qualificazione | Turno preliminare               | 18 settembre 1909 |
| Turni di qualificazione | Primo turno di qualificazione   | 2 ottobre 1909    |
| Turni di qualificazione | Secondo turno di qualificazione | 16 ottobre 1909   |
| Turni di qualificazione | Terzo turno di qualificazione   | 6 novembre 1909   |
| Turni di qualificazione | Quarto turno di qualificazione  | 20 novembre 1909  |
| Turni di qualificazione | Quinto turno di qualificazione  | 4 dicembre 1909   |
| Torneo principale       | Primo turno                     | 15 gennaio 1910   |
| Torneo principale       | Secondo turno                   | 5 febbraio 1910   |
| Torneo principale       | Ottavi di finale                | 19 febbraio 1910  |
| Torneo principale       | Quarti di finale                | 5 marzo 1910      |
| Torneo principale       | Semifinali                      | 26 marzo 1910     |
| Torneo principale       | Finale                          | 23 aprile 1910    |

## Tabellone (dagli ottavi di finale)
|  | Ottavi di finale  | Ottavi di finale  | Ottavi di finale |                 |               | Quarti di finale | Quarti di finale | Quarti di finale |  |  | Semifinali | Semifinali | Semifinali |  |  | Finale | Finale | Finale |  |
|  |                   |                   |                  |                 |               |                  |                  |                  |  |  |            |            |            |  |  |        |        |        |  |
|  | Barnsley          | Barnsley          | 1                |                 |               |                  |                  |                  |  |  |            |            |            |  |  |        |        |        |  |
|  | Barnsley          | Barnsley          | 1                |                 |               |                  |                  |                  |  |  |            |            |            |  |  |        |        |        |  |
|  | West Bromwich     | West Bromwich     | 0                |                 |               |                  |                  |                  |  |  |            |            |            |  |  |        |        |        |  |
|  | West Bromwich     | West Bromwich     | 0                |                 | Barnsley      | Barnsley         | 1                |                  |  |  |            |            |            |  |  |        |        |        |  |
|  |                   |                   |                  |                 | Barnsley      | Barnsley         | 1                |                  |  |  |            |            |            |  |  |        |        |        |  |
|  |                   |                   | QPR              | QPR             | 0             |                  |                  |                  |  |  |            |            |            |  |  |        |        |        |  |
|  | QPR               | QPR               | QPR              | QPR             | 0             | 1 (1)            |                  |                  |  |  |            |            |            |  |  |        |        |        |  |
|  | QPR               | QPR               |                  |                 |               |                  |                  |                  |  |  |            |            |            |  |  |        |        |        |  |
|  | West Ham Utd      | West Ham Utd      | 1 (0)            |                 |               |                  |                  |                  |  |  |            |            |            |  |  |        |        |        |  |
|  | West Ham Utd      | West Ham Utd      | 1 (0)            |                 | Barnsley      | Barnsley         | 0 (3)            |                  |  |  |            |            |            |  |  |        |        |        |  |
|  |                   |                   |                  |                 |               |                  |                  |                  |  |  |            |            |            |  |  |        |        |        |  |
|  |                   |                   | Everton          | Everton         | 0 (0)         |                  |                  |                  |  |  |            |            |            |  |  |        |        |        |  |
|  | Coventry City     | Coventry City     | Everton          | Everton         | 0 (0)         | 3                |                  |                  |  |  |            |            |            |  |  |        |        |        |  |
|  | Coventry City     | Coventry City     |                  |                 |               |                  |                  |                  |  |  |            |            |            |  |  |        |        |        |  |
|  | Nottingham Forest | Nottingham Forest | 1                |                 |               |                  |                  |                  |  |  |            |            |            |  |  |        |        |        |  |
|  | Nottingham Forest | Nottingham Forest | 1                |                 | Coventry City | Coventry City    | 0                |                  |  |  |            |            |            |  |  |        |        |        |  |
|  |                   |                   |                  |                 | Coventry City | Coventry City    | 0                |                  |  |  |            |            |            |  |  |        |        |        |  |
|  |                   |                   | Everton          | Everton         | 2             |                  |                  |                  |  |  |            |            |            |  |  |        |        |        |  |
|  | Everton           | Everton           | Everton          | Everton         | 2             | 2                |                  |                  |  |  |            |            |            |  |  |        |        |        |  |
|  | Everton           | Everton           |                  |                 |               |                  |                  |                  |  |  |            |            |            |  |  |        |        |        |  |
|  | Sunderland        | Sunderland        | 0                |                 |               |                  |                  |                  |  |  |            |            |            |  |  |        |        |        |  |
|  | Sunderland        | Sunderland        | 0                |                 | Barnsley      | Barnsley         | 1 (0)            |                  |  |  |            |            |            |  |  |        |        |        |  |
|  |                   |                   |                  |                 |               |                  |                  |                  |  |  |            |            |            |  |  |        |        |        |  |
|  |                   |                   | Newcastle Utd    | Newcastle Utd   | 1 (2)         |                  |                  |                  |  |  |            |            |            |  |  |        |        |        |  |
|  | Newcastle Utd     | Newcastle Utd     | Newcastle Utd    | Newcastle Utd   | 1 (2)         | 3                |                  |                  |  |  |            |            |            |  |  |        |        |        |  |
|  | Newcastle Utd     | Newcastle Utd     |                  |                 |               |                  |                  |                  |  |  |            |            |            |  |  |        |        |        |  |
|  | Blackburn         | Blackburn         | 1                |                 |               |                  |                  |                  |  |  |            |            |            |  |  |        |        |        |  |
|  | Blackburn         | Blackburn         | 1                |                 | Newcastle Utd | Newcastle Utd    | 3                |                  |  |  |            |            |            |  |  |        |        |        |  |
|  |                   |                   |                  |                 | Newcastle Utd | Newcastle Utd    | 3                |                  |  |  |            |            |            |  |  |        |        |        |  |
|  |                   |                   | Leicester Fosse  | Leicester Fosse | 0             |                  |                  |                  |  |  |            |            |            |  |  |        |        |        |  |
|  | Leicester Fosse   | Leicester Fosse   | Leicester Fosse  | Leicester Fosse | 0             | 1                |                  |                  |  |  |            |            |            |  |  |        |        |        |  |
|  | Leicester Fosse   | Leicester Fosse   |                  |                 |               |                  |                  |                  |  |  |            |            |            |  |  |        |        |        |  |
|  | Leyton            | Leyton            | 0                |                 |               |                  |                  |                  |  |  |            |            |            |  |  |        |        |        |  |
|  | Leyton            | Leyton            | 0                |                 | Newcastle Utd | Newcastle Utd    | 2                |                  |  |  |            |            |            |  |  |        |        |        |  |
|  |                   |                   |                  |                 |               |                  |                  |                  |  |  |            |            |            |  |  |        |        |        |  |
|  |                   |                   | Swindon Town     | Swindon Town    | 0             |                  |                  |                  |  |  |            |            |            |  |  |        |        |        |  |
|  | Swindon Town      | Swindon Town      | Swindon Town     | Swindon Town    | 0             | 3                |                  |                  |  |  |            |            |            |  |  |        |        |        |  |
|  | Swindon Town      | Swindon Town      |                  |                 |               |                  |                  |                  |  |  |            |            |            |  |  |        |        |        |  |
|  | Tottenham         | Tottenham         | 2                |                 |               |                  |                  |                  |  |  |            |            |            |  |  |        |        |        |  |
|  | Tottenham         | Tottenham         | 2                |                 | Swindon Town  | Swindon Town     | 2                |                  |  |  |            |            |            |  |  |        |        |        |  |
|  |                   |                   |                  |                 | Swindon Town  | Swindon Town     | 2                |                  |  |  |            |            |            |  |  |        |        |        |  |
|  |                   |                   | Manchester City  | Manchester City | 0             |                  |                  |                  |  |  |            |            |            |  |  |        |        |        |  |
|  | Aston Villa       | Aston Villa       | Manchester City  | Manchester City | 0             | 1                |                  |                  |  |  |            |            |            |  |  |        |        |        |  |
|  | Aston Villa       | Aston Villa       |                  |                 |               |                  |                  |                  |  |  |            |            |            |  |  |        |        |        |  |
|  | Manchester City   | Manchester City   | 2                |                 |               |                  |                  |                  |  |  |            |            |            |  |  |        |        |        |  |

## Primo turno
Al primo turno accedono i 12 club vincenti nel quinto turno di qualificazione, a cui si aggiungono 39 club (su 40) dalla First e dalla Second Division (il Lincoln City era entrato al quarto turno di qualificazione). Per ottenere un totale di 64 club al primo turno, furono sorteggiate tredici squadre dilettantistiche che saltassero i turni di qualificazione: Brighton, Bristol Rovers, Crystal Palace, Millwall, Northampton Town, Norwich City, Plymouth, Portsmouth, QPR, Reading, Southampton, Swindon Town e West Ham Utd.

### Tabella riassuntiva
| Squadra 1               | Risultato | Squadra 2            |
| ----------------------- | --------- | -------------------- |
| 15 gennaio 1910         |           |                      |
| Birmingham              | 1 – 4     | Leicester Fosse      |
| Blackburn Rovers        | 7 – 1     | Accrington Stanley   |
| Blackpool               | 1 – 1     | Barnsley             |
| Bradford Park Avenue    | 8 – 0     | Bishop Auckland      |
| Bradford City           | 4 – 2     | Notts County         |
| Brighton & Hove Albion  | 0 – 1     | Southampton          |
| Bristol City            | 2 – 0     | Liverpool            |
| Burnley                 | 2 – 0     | Manchester United    |
| Bury                    | 2 – 1     | Glossop North End    |
| Crystal Palace          | 1 – 3     | Swindon Town         |
| Chelsea                 | 2 – 1     | Hull City            |
| Chesterfield            | 0 – 0     | Fulham               |
| Derby County            | 5 – 0     | Millwall Athletic    |
| Gainsborough Trinity    | 1 – 1     | Southend United      |
| Grimsby Town            | 0 – 2     | Bristol Rovers       |
| Layton                  | 0 – 0     | New Brompton         |
| Middlesbrough           | 1 – 1     | Everton              |
| Northampton Town        | 0 – 0     | The Wednesday        |
| Norwich City            | 0 – 0     | Queen's Park Rangers |
| Nottingham Forest       | 3 – 2     | Sheffield United     |
| Oldham Athletic         | 1 – 2     | Aston Villa          |
| Plymouth Argyle         | 1 – 1     | Tottenham Hotspur    |
| Portsmouth              | 3 – 0     | Shrewsbury Town      |
| Preston North End       | 1 – 2     | Coventry City        |
| Wolverhampton Wanderers | 5 – 0     | Reading              |
| Stockport County        | 4 – 1     | Bolton Wanderers     |
| Stoke                   | 1 – 1     | Newcastle United     |
| Sunderland              | 1 – 0     | Leeds City           |
| West Bromwich Albion    | 2 – 0     | Clapton Orient       |
| West Ham United         | 1 – 1     | Carlisle United      |
| Woolwich Arsenal        | 3 – 0     | Watford              |
| Workington              | 1 – 2     | Manchester City      |

#### Replay
| Squadra 1            | Risultato | Squadra 2            |
| -------------------- | --------- | -------------------- |
| 19 gennaio 1910      |           |                      |
| Everton              | 5 – 3     | Middlesbrough        |
| Fulham               | 2 – 1     | Chesterfield         |
| New Brompton         | 2 – 2     | Leyton               |
| Newcastle United     | 2 – 1     | Stoke                |
| Queen's Park Rangers | 3 – 0     | Norwich City         |
| Southend United      | 1 – 0     | Gainsborough Trinity |
| Tottenham Hotspur    | 7 – 1     | Plymouth Argyle      |
| Barnsley             | 6 – 0     | Blackpool            |
| 20 gennaio 1910      |           |                      |
| West Ham United      | 5 – 0     | Carlisle United      |
| The Wednesday        | 0 – 1     | Northampton Town     |
| 24 gennaio 1910      |           |                      |
| Leyton               | 1 – 0     | New Brompton         |

## Secondo turno

### Tabella riassuntiva
| Squadra 1               | Risultato | Squadra 2            |
| ----------------------- | --------- | -------------------- |
| 5 febbraio 1910         |           |                      |
| Aston Villa             | 6 – 1     | Derby County         |
| Barnsley                | 4 – 0     | Bristol Rovers       |
| Bradford City           | 1 – 2     | Blackburn Rovers     |
| Bristol City            | 1 – 1     | West Bromwich Albion |
| Chelsea                 | 0 – 1     | Tottenham Hotspur    |
| Everton                 | 5 – 0     | Woolwich Arsenal     |
| Leicester Fosse         | 3 – 2     | Bury                 |
| Newcastle United        | 4 – 0     | Fulham               |
| Northampton Town        | 0 – 0     | Nottingham Forest    |
| Portsmouth              | 0 – 1     | Coventry City        |
| Southampton             | 0 – 5     | Manchester City      |
| Southend United         | 0 – 0     | Queen's Park Rangers |
| Stockport County        | 0 – 2     | Layton               |
| Sunderland              | 3 – 1     | Bradford Park Avenue |
| Swindon Town            | 2 – 0     | Burnley              |
| Wolverhampton Wanderers | 1 – 5     | West Ham United      |

#### Replay
| Squadra 1            | Risultato | Squadra 2        |
| -------------------- | --------- | ---------------- |
| 9 febbraio 1910      |           |                  |
| Nottingham Forest    | 1 – 0     | Northampton Town |
| Queen's Park Rangers | 3 - 2     | Southend United  |
| West Bromwich Albion | 4 – 2     | Bristol City     |

## Ottavi di finale

### Tabella riassuntiva
| Squadra 1        | Risultato | Squadra 2         |
| ---------------- | --------- | ----------------- |
| 19 febbraio 1910 |           |                   |
| Aston Villa      | 1 – 2     | Manchester City   |
| Barnsley         | 1 – 0     | West Bromwich     |
| Coventry City    | 3 – 1     | Nottingham Forest |
| Everton          | 2 – 0     | Sunderland        |
| Leicester Fosse  | 1 – 0     | Leyton            |
| Newcastle Utd    | 3 – 1     | Blackburn         |
| QPR              | 1 – 1     | West Ham Utd      |
| Swindon Town     | 3 – 2     | Tottenham         |

#### Replay
| Squadra 1        | Risultato | Squadra 2 |
| ---------------- | --------- | --------- |
| 24 febbraio 1910 |           |           |
| West Ham Utd     | 0 – 1     | QPR       |

## Quarti di finale

### Tabella riassuntiva
| Squadra 1     | Risultato | Squadra 2       |
| ------------- | --------- | --------------- |
| 5 marzo 1910  |           |                 |
| Barnsley      | 1 – 0     | QPR             |
| Coventry City | 0 – 2     | Everton         |
| Newcastle Utd | 3 – 0     | Leicester Fosse |
| Swindon Town  | 2 – 0     | Manchester City |

## Semifinali

### Tabella riassuntiva
| Squadra 1     | Risultato | Squadra 2    |
| ------------- | --------- | ------------ |
| Barnsley      | 0 – 0     | Everton      |
| Newcastle Utd | 2 – 0     | Swindon Town |

| Leeds 26 marzo 1910 | Barnsley | 0 – 0 | Everton | Elland Road |

| Londra 26 marzo 1910 | Newcastle Utd | 2 – 0 | Swindon Town | White Hart Lane |

#### Replay
| Manchester 31 marzo 1910 | Barnsley | 3 – 0 | Everton | Old Trafford |

## Finale
| Arbitro: | J.T. Ibbotson |

|             |           |                |
| Tufnell 35’ | Marcatori | 82’ Rutherford |

### Ripetizione
| Barnsley | Newcastle United |

| Arbitro: | J.T. Ibbotson |

| |            | |
| | Marcatori  | 52’ 62’ (rig.) Shepherd |
| Frederick Mearns 1 Dickie Downs 2 Harry Ness 3 Bob Glendenning 4 Tommy Boyle (c) 5 George Utley 6 Wilfred Bartrop 7 Harry Tufnell 8 George Lillycrop 9 Ernie Gadsby 10 Tom Forman 11 | Formazioni | 1 Jimmy Lawrence 2 Bill McCracken 3 Jack Carr 4 Colin Veitch (c) 5 Wilf Low 6 Peter McWilliam 7 Jock Rutherford 8 James Howie 9 Albert Shepherd 10 Alexander Higgins 11 George Wilson |
| Arthur Fairclough | Allenatori | Frank Watt |